# Jacopo Baccarini
Pour les articles homonymes, voir Baccarini.
Jacopo Baccarini, (connu aussi sous le nom de Jacopo da Reggio ou Giacomo Baccarini), né vers 1605 à Reggio d'Émilie en Émilie-Romagne, mort vers l'an 1682 dans cette même ville est un peintre italien baroque actif au XVIIe siècle.

## Biographie
Jacopo Baccarini était un peintre italien de la période baroque né à Reggio d'Émilie, il y a vécu et peint. Il s'est formé avec Orazio Talami.

## Œuvres
- Repos pendant le vol vers l'Égypte et la mort de St Alexis,(église de San Filippo à Reggio).

## Sources
- (en) Cet article est partiellement ou en totalité issu de l’article de Wikipédia en anglais intitulé « Jacopo Baccarini » (voir la liste des auteurs).